# Arichanna marginata
Arichanna marginata là một loài bướm đêm trong họ Geometridae.